# Ministrowie Austro-Węgier
Ministrowie Austro-Węgier.
Obydwa kraje wchodzące w skład Austro-Węgier: Królestwa i kraje reprezentowane w Radzie Państwa (Przedlitawia) i Kraje Korony Świętego Stefana (Zalitawia), posiadały własne rządy. Dla zarządu wspólnymi sprawami Austro-Węgier powołano trzy wspólne ministerstwa: spraw zagranicznych, wojny i finansów, zależne bezpośrednio od monarchy.
Ponieważ nie było wspólnego parlamentu austriacko-węgierskiego, władzę ustawodawczą, czyli w praktyce uchwalanie budżetu na cele wspólne, pełniły tak zwane delegacje obydwu parlamentów, obradujące na przemian w Wiedniu i w Budapeszcie.

## Ministrowie spraw zagranicznych
- Friedrich Ferdinand von Beust (1867–1871)
- Gyula Andrássy (1871–1879)
- Heinrich Karl von Haymerle(inne języki) (1879–1881)
- Gustav Kálnoky(inne języki) (1881–1895)
- Agenor Gołuchowski (1895–1906)
- Alois Lexa von Aehrenthal(inne języki) (1906–1912)
- Leopold Graf Berchtold (1912–1915)
- István Burián (1915–1916)
- Ottokar Czernin (1916–1918)
- István Burián (1918)
- Gyula Andrássy młodszy (1918)
- Ludwig von Flotow(inne języki) (1918)

## Ministrowie wojny
Cesarscy i królewscy ministrowie wojny niem. k. u. k. Kriegsminister (w latach 1867–1911 – c. i k. ministrowie wojny Rzeszy niem. k. u. k. Reichskriegsminister)
- FZM August von Degenfeld-Schonburg (1860–1864)
- FML Karl von Franck (1864–1866)
- FML Franz von John (1867–1868)
- FML / FZM Franz Kuhn von Kuhnenfeld (1868–1874)
- GdK Alexander von Koller (1874–1876)
- FML / FZM Artur Maximilian von Bylandt-Rheidt(inne języki) (1876–1888)
- FZM Ferdinand von Bauer (1888–1893)
- FZM Rudolph von Merkl (1893 (tymczasowy kierownik ministerstwa)
- GdK Edmund von Krieghammer (1893–1902)
- FZM Heinrich von Pitreich (1902–1906)
- GdI Franz von Schönaich(1906–1911)
- GdI Moritz Auffenberg (1911–1912)
- FZM / GenObst. Alexander von Krobatin (1912–1917)
- GdI / GenObst. Rudolf Stöger-Steiner von Steinstätten(inne języki) (1917–1918)

## Ministrowie finansów
Austro-węgierskie ministerstwo finansów zajmowało się finansowaniem działania dwóch pozostałych ministerstw.
- Karl Becke (1867–1870)
- Menyhért Lónyay(inne języki) (1870)
- Menyhert Lonay (1870–1871)
- Gyula Andrássy (1871–1872)
- Ludwig von Holzgethan (1872–1876)
- Gyula Andrássy (1876)
- Leopold Friedrich von Hofmann(inne języki) (1876–1880)
- József Szlávy(inne języki) (1880–1882)
- Benjámin Kállay(inne języki) (1882–1903)
- Agenor Maria Gołuchowski (1903)
- István Burián (1903–1912)
- Leon Biliński (1912–1915)
- Ernest von Koerber (1915–1916)
- István Burián (1916–1918)
- Alexander Spitzmüller(inne języki) (1918)
- Paul Kuh-Chrobak(inne języki) (1918, likwidator urzędu)